# Batalha do Atlântico
A Batalha do Atlântico, a mais longa campanha militar contínua da Segunda Guerra Mundial, ocorreu de 1939 até a derrota da Alemanha Nazista em 1945, cobrindo uma parte importante da história naval do conflito. No seu cerne estava o bloqueio naval dos Aliados contra a Alemanha, anunciado no dia seguinte à declaração de guerra, e as subsequentes tentativas alemãs de romper o bloqueio e tentar enfraquecer os britânicos. A campanha atingiu seu auge de meados de 1940 até o final de 1943.
A batalha naval do Atlântico colocou submarinos (U-boats) e outros navios de guerra da Kriegsmarine (Marinha) alemã e aeronaves da Luftwaffe (Força Aérea) contra a Marinha Real Britânica, a Marinha Real Canadense, a Marinha dos Estados Unidos e a navegação mercante civil aliada. Os comboios, vindo principalmente da América do Norte e predominantemente destinados ao Reino Unido e à União Soviética, foram protegidos na maior parte pelas marinhas e forças aéreas britânicas e canadenses. Essas forças foram auxiliadas por navios e aeronaves dos Estados Unidos a partir de 13 de setembro de 1941. Os alemães foram acompanhados por submarinos da Regia Marina (Marinha Real) italiana, após o aliado do Eixo, a Itália, entrar na guerra em 10 de junho de 1940.
Como um país insular, o Reino Unido dependia muito de mercadorias importadas. A Grã-Bretanha precisava de mais de um milhão de toneladas de material importado por semana para sobreviver e lutar. Essencialmente, a Batalha do Atlântico envolveu uma guerra de tonelagem; a luta dos Aliados para abastecer a ilha da Grã-Bretanha e a tentativa do Eixo de impedir o fluxo de navios mercantes que permitia aos britânicos continuar lutando. O racionamento no Reino Unido também foi utilizado com o objetivo de reduzir a demanda, diminuindo o desperdício e aumentando a produção doméstica e a igualdade de distribuição. A partir de 1942, o Eixo também procurou impedir o acúmulo de suprimentos e equipamentos aliados no Reino Unido em preparação para a invasão da Europa ocupada. A derrota da ameaça dos U-boats alemães foi um pré-requisito para repelir o Eixo na Europa Ocidental. O resultado da batalha foi uma vitória estratégica para os Aliados — a guerra de tonelagem alemã falhou — mas a um grande custo: 3 500 navios mercantes e 175 navios de guerra aliados foram afundados no Atlântico pela perda de 783 U-boats e 47 navios de superfície alemães, incluindo quatro navios de guerra (Bismarck, Scharnhorst, Gneisenau e Tirpitz), nove cruzadores, sete invasores e 27 destróieres. Este fronte acabou sendo altamente significativo para o esforço de guerra alemão: a Alemanha gastou mais dinheiro na produção de embarcações navais do que em todos os tipos de veículos terrestres combinados, incluindo tanques e blindados.
A Batalha do Atlântico foi chamada de "a maior, mais longa e mais complexa" batalha naval da história. A campanha começou imediatamente após o início da guerra europeia, durante a chamada "Guerra de Mentira", e durou mais de cinco anos, até a rendição alemã em maio de 1945. Ela envolveu milhares de navios em um teatro cobrindo milhões de milhas quadradas de oceano. A situação mudava constantemente, com um lado ou outro ganhando vantagem, à medida que países participantes se rendiam, aderiam e até mesmo mudavam de lado na guerra, e à medida que novas armas, táticas, contramedidas e equipamentos eram desenvolvidos por ambos os lados. Os Aliados gradualmente ganharam a vantagem, superando os invasores de superfície alemães até o final de 1942 e derrotando os U-boats em meados de 1943, embora as perdas devido aos U-boats continuassem até o fim da guerra. O Primeiro-Ministro Britânico Winston Churchill escreveu mais tarde: "A única coisa que realmente me assustou durante a guerra foi o perigo dos U-boats. Eu estava ainda mais ansioso com essa batalha do que com a gloriosa batalha aérea chamada Batalha da Grã-Bretanha."

## Os "U-Boats" e seu líder Karl Dönitz
Desde o início das hostilidades, os alemães estavam cientes de que o domínio aliado dos mares era uma potencial ameaça aos seus planos de guerra. Para comandar a frota de U-boats alemães, Hitler nomeou Karl Dönitz – que já possuía experiência como submarinista na Primeira Guerra Mundial, portanto compreendia as necessidades dos marinheiros e o potencial do submarino como arma de guerra. Mas a avidez do Führer por iniciar o conflito pegou Doenitz de surpresa: ele contava com mais alguns anos de paz, até que pudesse dispor de uma frota com poder de fogo para ameaçar o comércio entre britânicos e norte-americanos. Em setembro de 1939, início da Segunda Guerra Mundial, o almirante comandava 57 submarinos – bem menos do que as 300 embarcações com as quais um bloqueio contra a Grã-Bretanha seria efetivo.

## Por dentro de umU-Boat

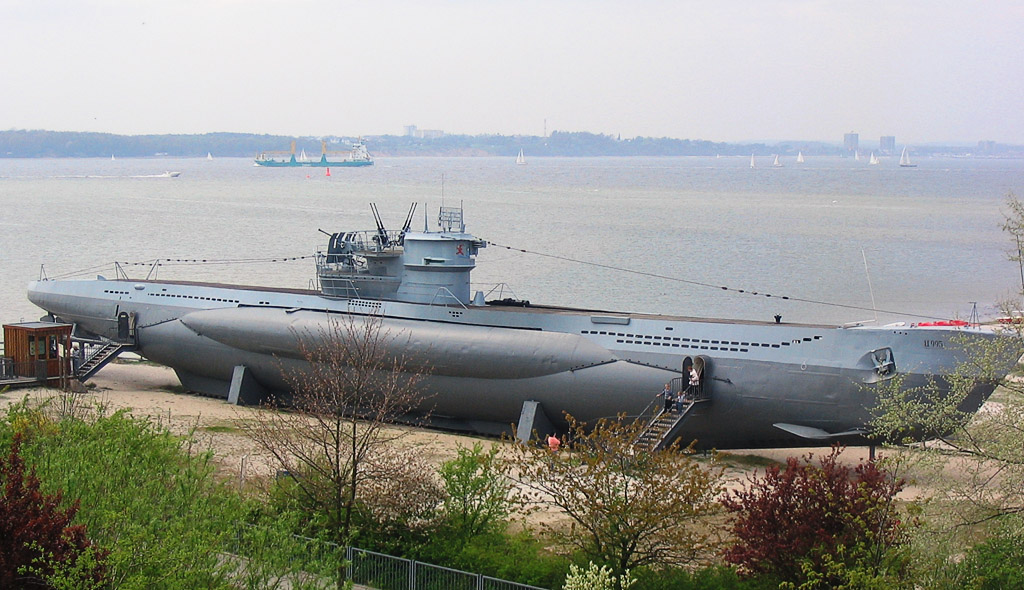
O submarino alemão U-995

A vida a bordo de um submarino alemão é descrita por alguns que sobreviveram à guerra como, no mínimo, insalubre. Dentro de um casco pressurizado um tanto quanto frágil (e de tanques de lastro responsáveis pela submersão ou emersão da nave), apenas o capitão tinha uma acomodação individual; o restante da tripulação tinha de se virar entre tubos, torpedos, aparelhos medidores e equipamentos da nave, para comer, operar as máquinas e até mesmo fazer suas necessidades fisiológicas. Como os U-Boats não possuíam ventilação interna, os marinheiros eram obrigados a andar com passos leves e a não fazer muito esforço físico – pois, do contrário, corriam o risco de consumir todo o oxigênio.

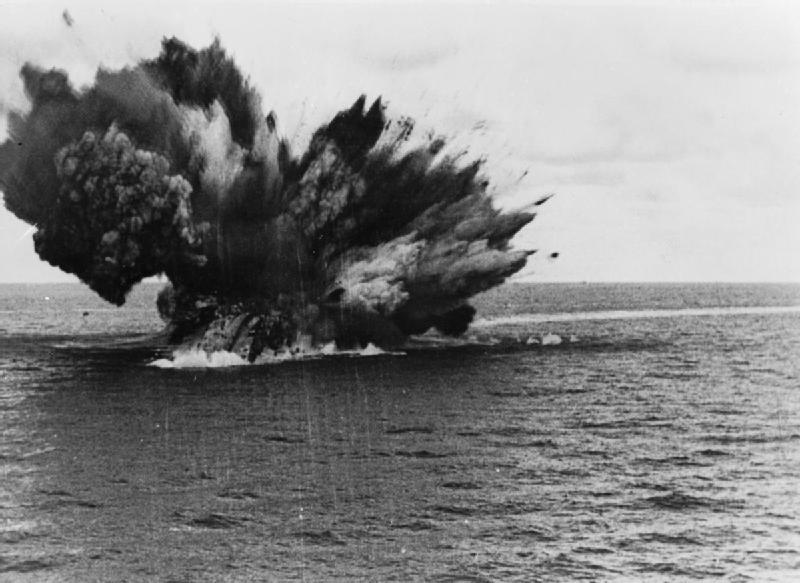
Explosão do couraçado britânico HMS Barham.

Um U-Boat era movido por enormes motores a Diesel, os quais precisavam de ar da superfície e funcionando recarregavam as baterias que alimentavam os motores eletricos que movimentava o U-Boat quando submerso, durante ao menos quatro horas todos os dias. Nesse meio tempo, portanto, era grande o risco de o submarino ser atacado por aviões inimigos – lugar comum no final do conflito, quando os Aliados lograram desenvolver um sistema de radar centimétrico que reduziria drasticamente o poder dos U-Boats.
As principais armas usadas pelos submarinos eram os torpedos. Um torpedo poderia ser facilmente descrito como um micro-submarino, a partir do momento em que era lançado. Em seu bico, continha uma carga de explosivos que era acionada no contato com o casco do navio inimigo; entretanto, não era uma tarefa simples lançá-los. O comandante tinha que calcular bem a distância entre seu submarino e a nave inimiga, para então lançar o torpedo, de preferência a pouca profundidade. Uma vez na água, os propulsores dos torpedos deixavam um rastro de bolhas que poderia facilitar ao inimigo sua presença e dar-lhe tempo de desviar; com o recrudescimento do conflito, os alemães lograram desenvolver um torpedo movido a querosene, que minimizava esse rastro. Além dos torpedos, muitos submarinos possuíam canhões em seu deque – muitas vezes para afundar pequenas embarcações ou dar um coup d'grâce sem precisar usar torpedos.

## Como driblar o "ASDIC"
Doenitz compreendera astutamente o poderio de seus submarinos por uma razão simples: a dificuldade dos aliados em combatê-los sem se limitar ao uso de comboios de navios. O sistema ASDIC (Allied Submarine Detection and Investigation Committee, traduzido: Comitê Aliado de Pesquisa e Detecção Submarina), composto de frequências de áudio que poderiam captar a presença de um submarino, era inútil contra submarinos que disparassem seus torpedos da superfície. Assim sendo, os comandantes dos U-Boats – alcunha dada aos submarinos alemães pelos ingleses, onde o U referia-se a Unterseeboot, ou submarino em alemão; a nomenclatura U-número era usada para identificar cada submarino (por ex. U-47, U-386, U-571, etc.) – foram instruídos a atacar à tona d'água. Desde petroleiros, com sua carga facilmente incendiável, até navios com carregamentos militares, muitos não escapavam aos U-Boats.

## Os "anos felizes" 1939-1941

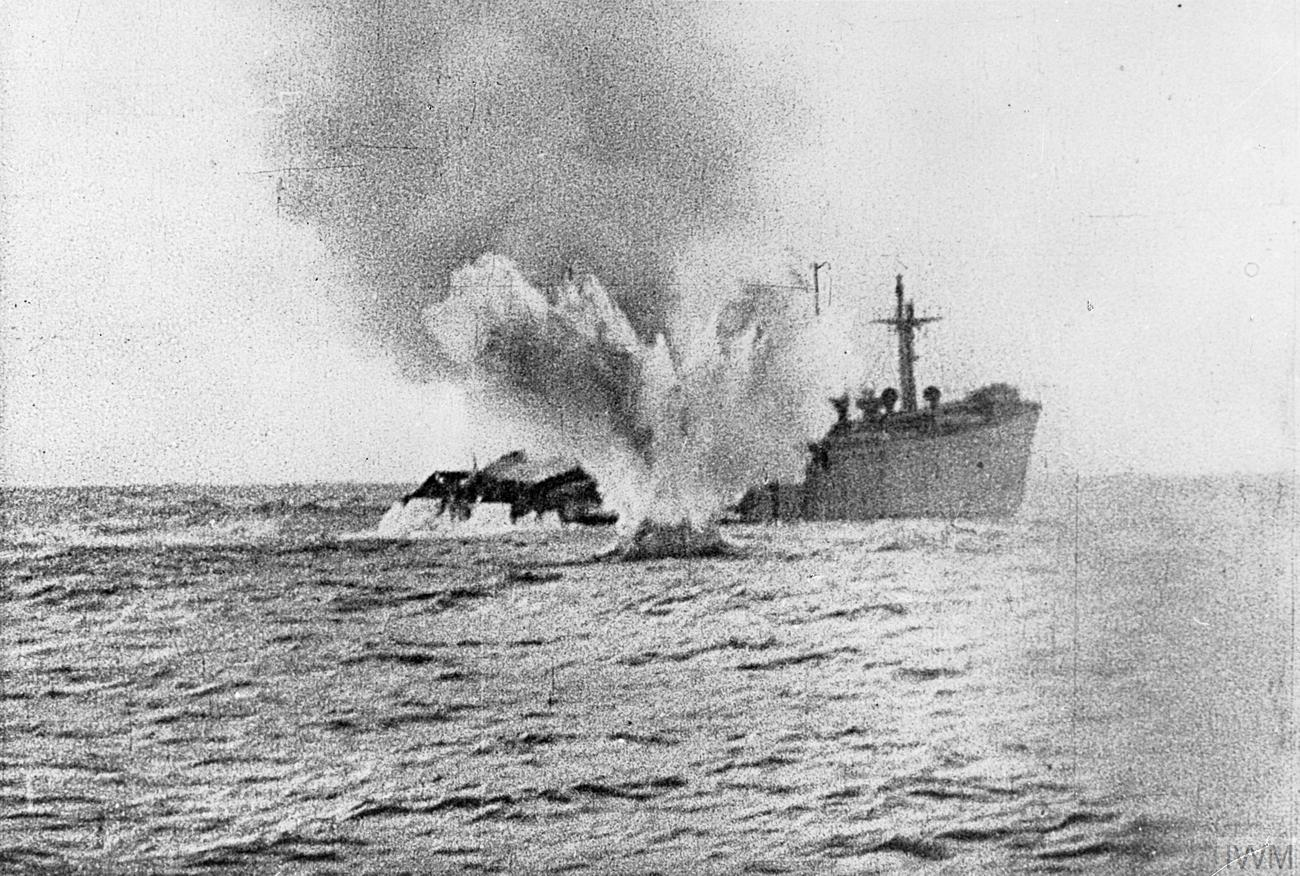
Um navio mercante britânico sendo afundado por um submarino alemão

Durante os primeiros anos da Batalha do Atlântico, por motivos acima explicados, os Aliados pouco ou nada puderam fazer para conter a ameaça submarina nazista, mesmo com seus navios navegando em comboios. Doenitz também orientou seus capitães a fazerem uso da tática de "matilhas" (em alemão, Rudeltaktik): um comandante de submarino que localizasse um comboio aliado transmitia, por rádio, sua rota a submarinos vizinhos, que reuniam-se para atacar, à noite, o malfadado comboio e infligir-lhe pesadas perdas. Por conseguinte, um número assustador de navios mercantes e de combate foi posto a pique por hábeis comandantes alemães. Tanto que, por momentos, o ritmo no qual os navios aliados eram afundados superava a capacidade dos estaleiros em substituí-los. Entre os comandantes de submarinos alemães com maior números de afundamentos de embarcações confirmadas, destacam-se:
- Otto Kretschmer (comandante do U-99);
- Günther Prien (a bordo do U-47);
- Joachim Schepke (capitão do U-100);
- Hans Lehmann-Willenbrock (à testa do U-96);
- Reinhard Hardegen (ousado capitão do U-123, com o qual atacou navios em plena costa norte-americana, na Operação Paukenschlager, ou "Batida de Tambor", no início de 1942).

## Reviravolta: o radar centimétrico

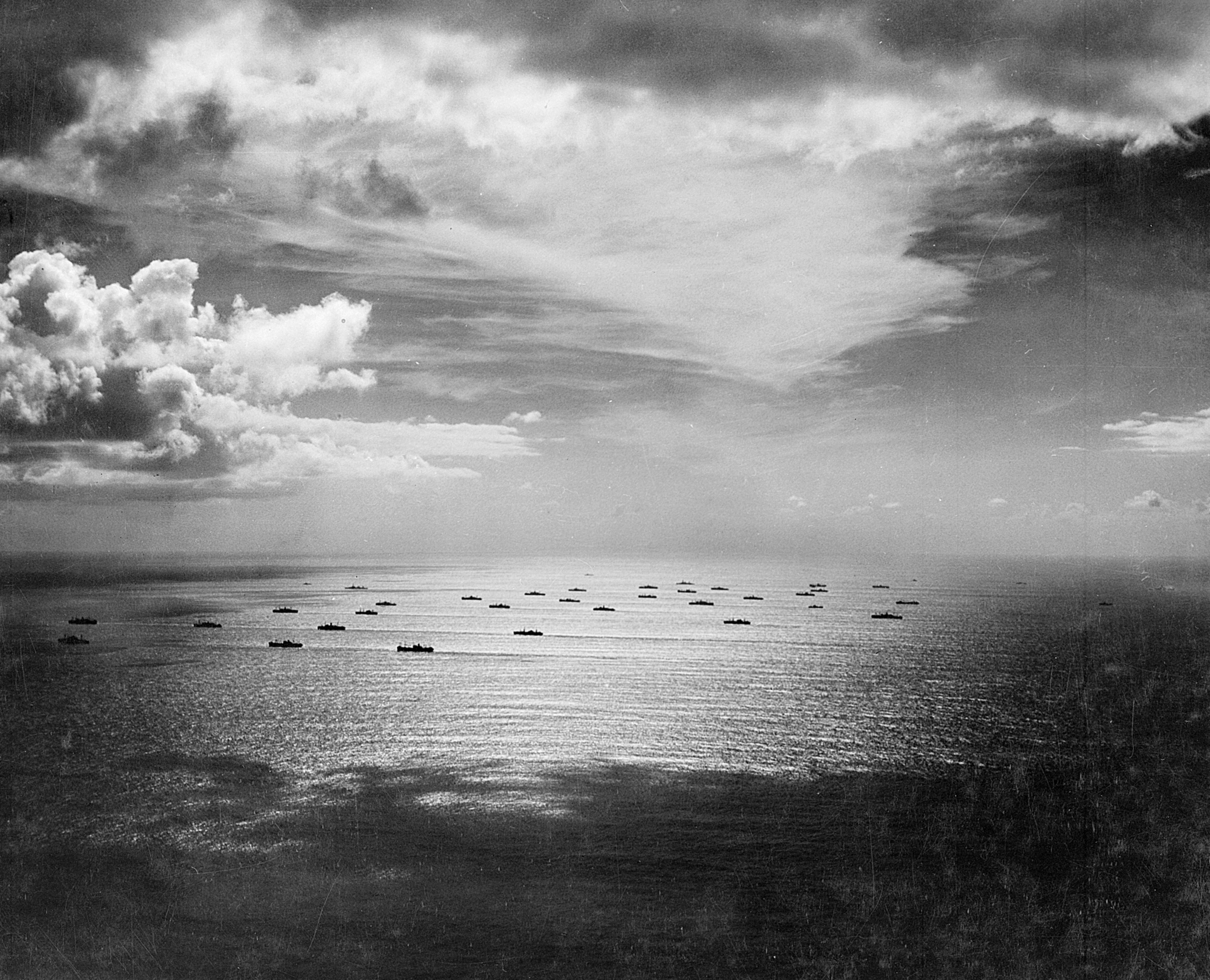
Esquadra naval dos Aliados "Casablanca" dirigindo-se para leste, em direcção à costa africana (cerca de novembro de 1942).

Winston Churchill, em suas memórias, descreveu os "U-Boats" como a maior ameaça à vitória sobre o nazismo – não à toa ele temia os afundamentos causados pelos U-Boats mais do que qualquer outra arma de Adolf Hitler. Apesar de os alemães já estarem na defensiva na frente oriental, no Atlântico ainda levavam vantagem. O mês de março de 1943 foi o pior da guerra para os Aliados no mar: eles perderam 51 navios nesse período.
Mas a agonia aliada terminou em maio de 1943, quando John Randall, cientista britânico, anunciou a invenção de um novo sistema de radar, com ondas curtas e tamanho compacto o suficiente para ser instalado em aviões – o radar centimétrico. Seu princípio é o mesmo dos radares convencionais; um feixe de ondas eletromagnéticas é emitido. Quando um obstáculo é encontrado, o feixe retorna. Medindo o tempo entre a recepção e choque com o obstáculo, bem como o ângulo do mesmo, pode-se localizar o alvo. Com base nele, os aviadores aliados podiam, agora, localizar submarinos alemães na superfície com relativa facilidade e afundá-los com cargas de profundidade (bombas submergíveis, em forma de latas de tinta, que explodiam com a pressão da água). Os decessos de U-Boats alemães cresceram vertiginosamente – e os afundamentos de navios foram drasticamente reduzidos. O episódio ficou conhecido como Maio Negro.
Doenitz procurou Hitler para transmitir-lhe as más novas: "Mein Führer, o fato é que agora os Aliados dispõem de um novo mecanismo que lhes permite localizar nossos submarinos à tona d'água... Nossas perdas subiram drasticamente. Deveríamos poupar nossas forças, pois do contrário estaríamos entrando no jogo do inimigo".
A Grã-Bretanha estava, por fim, salva da tentativa de bloqueio naval pela Alemanha, não sem pagar um preço elevadíssimo: além do afundamento de mais de 2.000 navios mercantes e militares e da perda de mais de 13,5 milhões de toneladas de carga, cerca de 40.000 de seus mais capazes marinheiros morreram enquanto serviam à pátria. No mesmo interim, os alemães perderam, em toda a guerra, 29 000 homens e 785 de seus 1 162 submarinos.

## Atlântico Sul

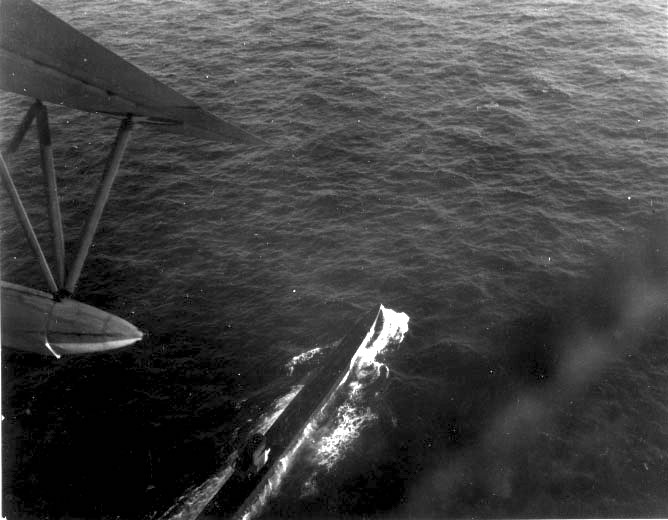
Um submarino alemão U-199 sendo atacado por um avião PBY Catalina da força aérea brasileira.

Apesar do Atlântico Sul, ser onde a tripulação do cruzador alemão Admiral Graf Spee foi forçada a afundar seu próprio navio, na primeira batalha naval da Segunda Guerra Mundial, e operações submarinas do Eixo na região (centradas no estreito entre Brasil e África Ocidental) terem começado no outono de 1940, apenas no ano seguinte operações de afundamentos eficazes começaram a causar sérias preocupações em Washington. Esta ameaça sentida pelos americanos levou-os a decidir que além de pontos britânicos ao longo do Caribe e da costa da África Ocidental, uma introdução de forças militares americanas no litoral do Brasil seria indispensável. O que veio a acontecer depois de uma série de negociações com a então ditadura brasileira, ao longo do segundo semestre de 1941.
Essa presença militar dos EUA no Brasil não foi bem aceita por Berlim e Roma, especialmente após a ruptura das relações diplomáticas entre o Brasil e as Potências do Eixo, em janeiro de 1942, o que levou a Alemanha e Itália a estenderam sua guerra submarina aos navios brasileiros onde quer que estivessem, incluso as próprias águas adjacentes ao litoral brasileiro a partir de abril de 1942. Em Maio ocorreram os primeiros ataques de retaliação por parte do Brasil (através de sua  Força Aérea) contra submarinos do Eixo, mas apenas em 22 de agosto de 1942 o Brasil entrou oficialmente na guerra. O que, de qualquer maneira foi de grande importância para a batalha, dada a sua estatura e posição estratégica no Atlântico Sul.

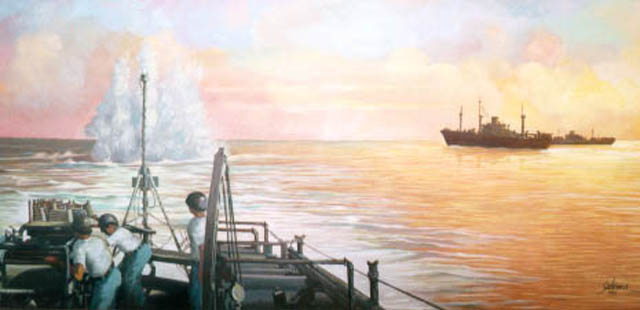
Batalha do Atlântico: Representação artística do lançamento de bombas de profundidade durante a guerra anti-submarino no litoral brasileiro.

Embora pequena, a marinha brasileira possuía então modernos navios lança-minas e aviões, que necessitavam apenas de pequenas adaptações para tornarem-se adequados ao patrulhamento marítimo e escolta oceânico. Durante os seus três anos de guerra, principalmente, mas não apenas no Atlântico Sul, sozinha e em conjunto com a marinha dos EUA, a marinha brasileira escoltou 3.167 navios em 614 comboios, totalizando 16,5 milhões de toneladas, com perdas de 0,1%. O Brasil viu três de seus navios de guerra afundados e 486 homens mortos em ação (332 apenas no Cruzador Bahia), embora apenas o cargueiro e transporte de tropas Vital de Oliveira, o tenha sido por ação inimiga.
Já a marinha mercante brasileira registrou a perda de 972 pessoas, entre tripulantes e passageiros, que pereceram a bordo dos seus 32 navios atacados por submarinos inimigos As forças aeronavais americanas e brasileiras trabalharam em estreita colaboração até o fim da batalha. Um exemplo foi o ataque bem sucedido ao U-199 em 31 de julho de 1943, por uma ação coordenada de aeronaves de ambos os países. Apenas em águas brasileiras, outros onze submarinos do Eixo foram afundados confirmadamente (entre janeiro e setembro de 1943); um italiano da classe Arquimedes e dez alemães: U-128, U-161, U-164, U-507, U-513, U-590, U-591, U-598, U-604 e U-662 
Ao final de 1943, a diminuição do número de navios aliados de transporte afundados no Atlântico Sul coincidiu com a crescente eliminação dos submarinos do Eixo que operavam na região. A partir de então, a batalha no Atlântico Sul estava perdida para os alemães, mesmo com a maioria dos submarinos remanescentes na região tendo recebido ordem oficial de retirada somente em agosto do ano seguinte, e com ( Baron Jedburgh ) o último navio mercante aliado afundado por um U-Boat (U- 532), ainda em 10 de Março de 1945.